# Aeroportul Hachijojima
Aeroportul Hachijojima (IATA: HAC, ICAO: RJTH) este un aeroport din Hachijo⁠(d), Hachijō Subprefecture⁠(d), Tōkyō, Japonia ce deservește zona Hachijo⁠(d). Aeroportul a fost tranzitat în decembrie 2020 de 11.879 de pasageri. A fost numit după Hachijō-jima⁠(d).
Situat la o altitudine de 92 m, aeroportul dispune de o singură pistă.